# AS Kaloum Star
AS Kaloum Star é um clube de futebol da Guiné, que disputa o Campeonato Guineano. Diversas vezes campeão, foi rebaixado à segunda divisão em 2008.

## Títulos
| NACIONAIS | NACIONAIS                      | NACIONAIS | NACIONAIS                                                                     |
|           | Competição                     | Títulos   | Temporadas                                                                    |
| --------- | ------------------------------ | --------- | ----------------------------------------------------------------------------- |
| Camarões  | Campeonato Guineano de Futebol | 13        | 1965, 1969, 1970, 1980, 1981, 1984, 1987, 1993, 1995, 1996, 1998, 2007, 2014. |
| Guiné     | Copa de Guine                  | 7         | 1985, 1997, 1998, 2001, 2005, 2007, 2015.                                     |

### Destaque
- Copa da CAF
- Vice-campeão
  - 1995
- Copa UFOA
- Vice-campeão
  - 1977